# Fasadplåt

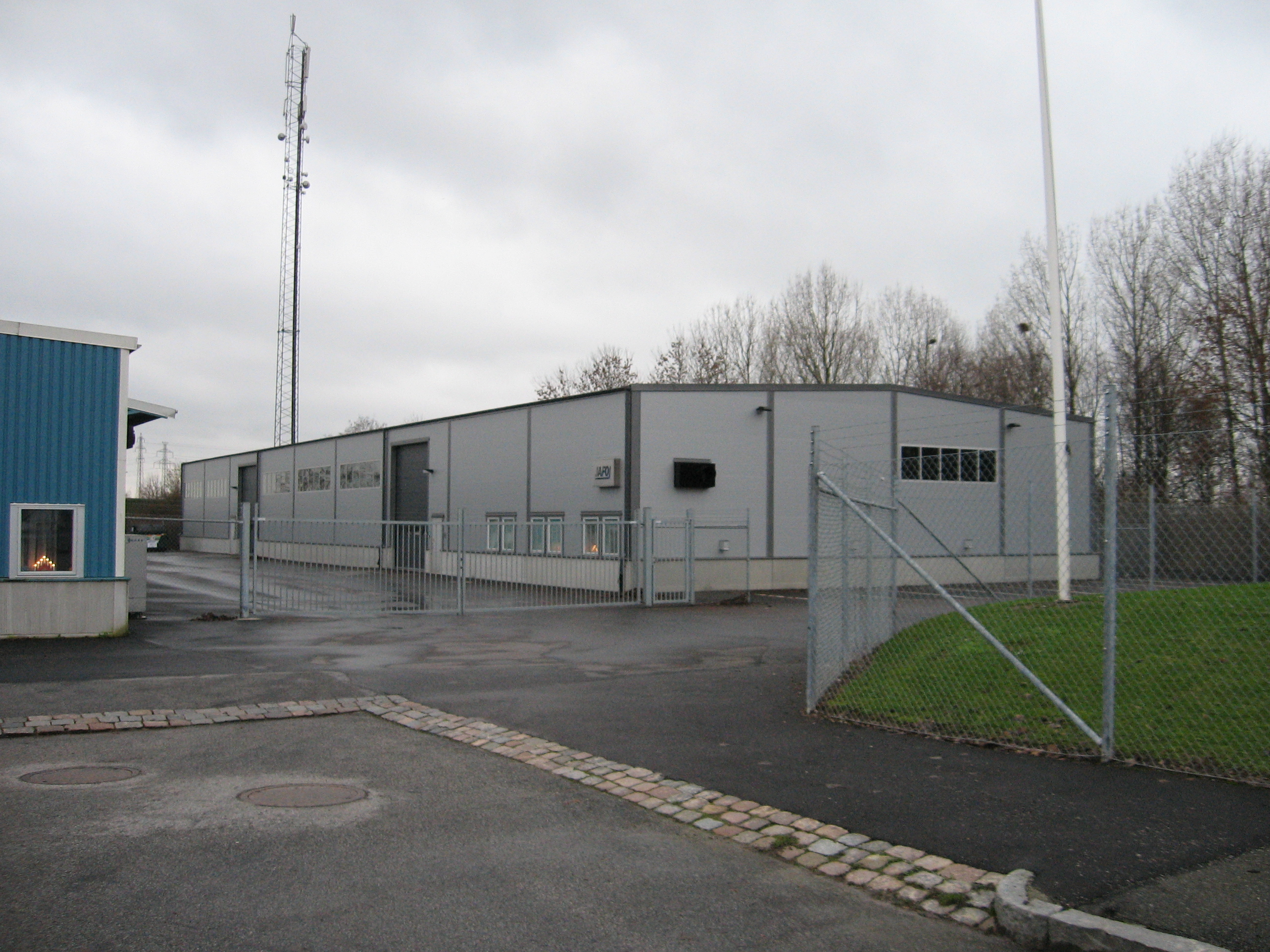
Plåtsandwichelementfasad

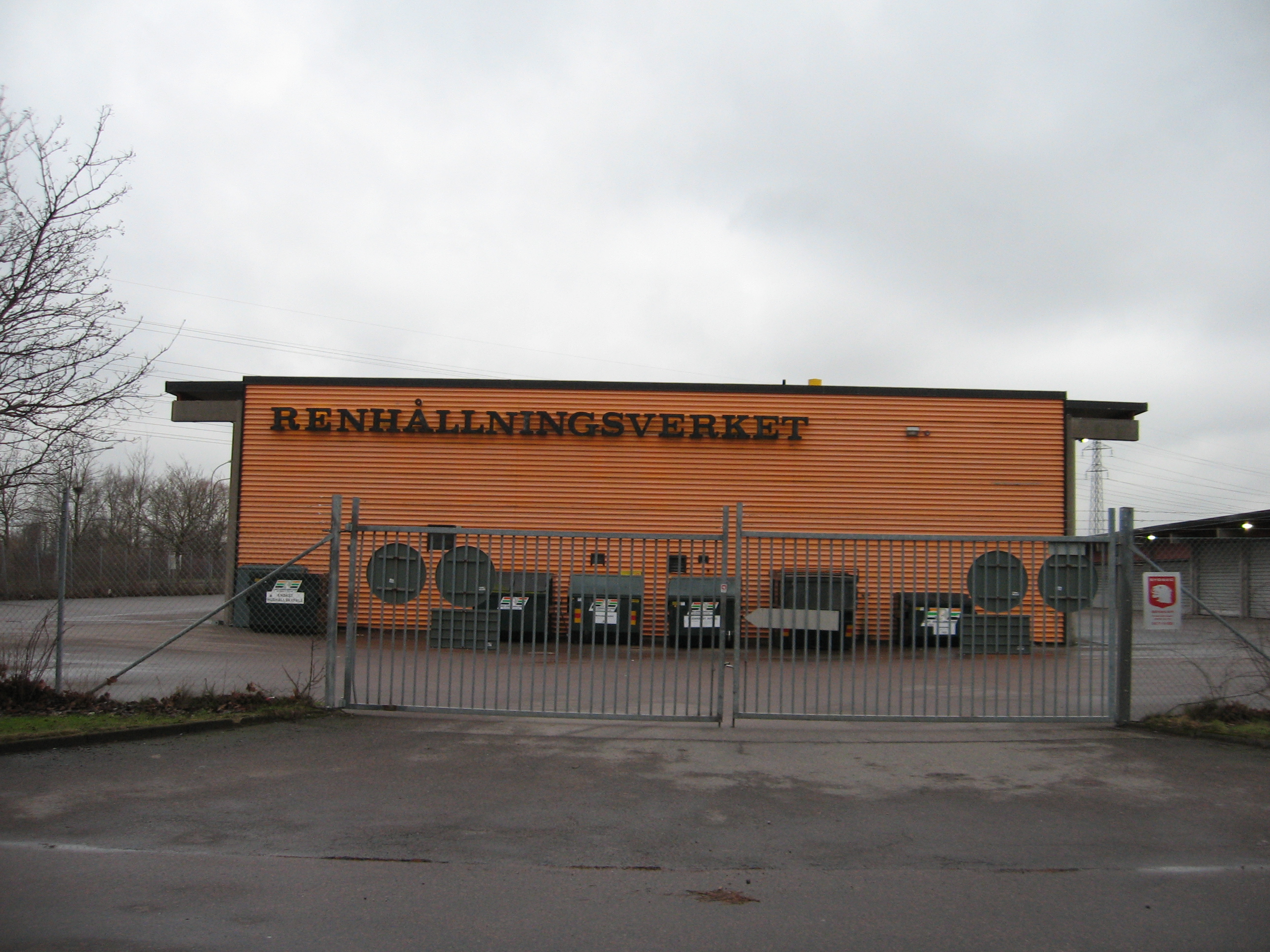
TRP-plåtfasad

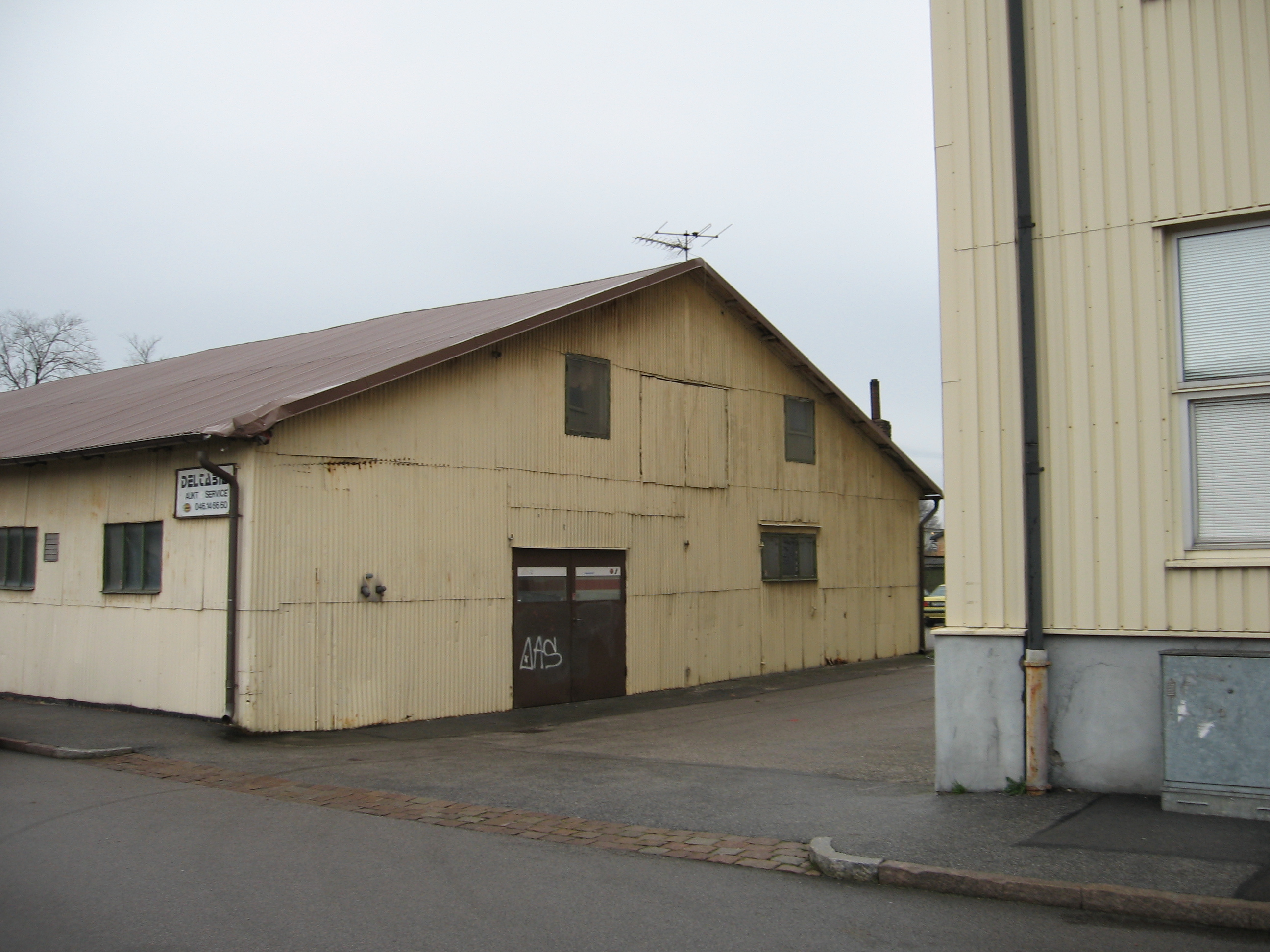
Sinusplåtfasad

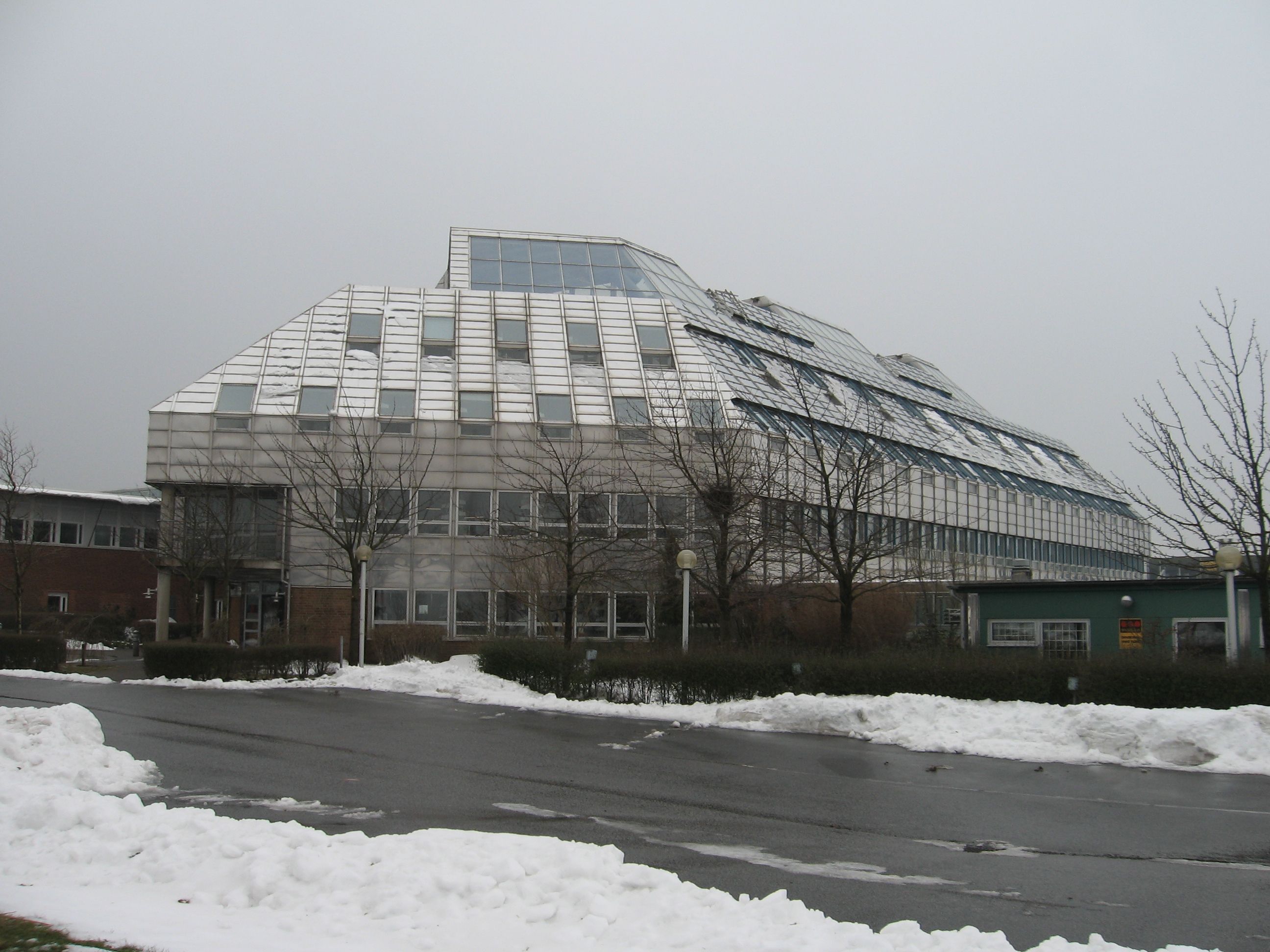
Rostfri plåtkassettfasad

Fasadplåt är någon form av tunnplåt som används i fasader.
Det kan vara i form av sinus- eller trapetskorrugerad plåt, eller slätplåt i någon form.
Men även i form av fasadkassetter eller plåtsandwichelement bestående av isolering med slätplåt limmat på båda sidor.
Fasadplåt är oftast gjord av stål, rostfritt stål eller aluminium.